# Kolovoški puč
Kolovoški puč (rus. Августовский путч) bio je neuspjeli pokušaj državnog udara od 19. do 21. kolovoza 1991. kojeg su izveli pojedini članovi Vlade SSSR-a udruženi u samoprozvano tijelo, tzv: "Državni komitet za izvanredno stanje", želeći preuzeti kontrolu nad zemljom od nepopularnog predsjednika Mihaila Gorbačova. Kolovođe puča bili su “tvrdolinijaši” unutar Komunističke partije Sovjetskog Saveza (KPSS) koji su se protivili programu Gorbačovljevih reformi poput Perestrojke i najavama novog sporazuma o decentralizaciji SSSR-a, te prebacivanju saveznih nadležnosti na republike. Svoje protivnike pučisti su uglavnom imali u Moskvi među građanskim grupama otpora, te antikomunističkim Borisom Jeljcinom, demokratski izabranim predsjednikom Ruske Sovjetske Federativne Socijalističke Republike. Iako je puč nakon dva dana propao uz povratak Gorbačova na vlast, smatra se da je imao ključnu ulogu u raspadu Sovjetskog Saveza.

## Pozadina
Čim je 1985. godine došao na vlast, Gorbačov je odmah pokrenuo seriju reformi, poznatijih kao perestrojka i glasnost, čiji je cilj bio ekonomsko-političko restrukturiranje i otvaranje. Ovo je odmah pokrenulo otpor i sumnje među partijskim tvrdolinijašima. Reforme također su potaknule neke snage i pokrete koje Gorbačov nije očekivao; što se posebno odnosilo na nacionalističku agitaciju u neruskim područjima SSSR-a. Uz sve to, Sovjetski Savez su 1991. godine potresale ozbiljna politička i ekonomska kriza uz nedostatak osnovnih životnih namirnica za koje su građani čekali u dugačkim redovima.
U sklopu ranije spomenutih nacionalističkih pokreta, do 1991. godine: Estonija, Latvija, Litva i Gruzija već su proglasile nezavisnost od SSSR-a. Gorbačov je u siječnju 1991. slanjem vojnih snaga silom pokušao vratiti Litvu u sastav SSSR-a. Tjedan dana kasnije lokalne prosovjetske snage isto će pokušati i u Latviji. Oružani sukobi već su trajali na prostoru Nagorno-Karabakha i Južne Osetije.
Najveća sovjetska republika Rusija pod Jeljcinom je 12. lipnja 1990. proglasila „deklaraciju o državnom suverenitetu“ i posljedično ograničila primjenu sovjetskih zakona, posebice onih iz područja financija i ekonomije, na teritoriju Rusije. Vrhovni sovjet Ruske SFSR usvojio je zakone koji su bili u suprotnosti sa sovjetskim zakona (tzv. Rat zakonima).
Na referendumu o budućnosti SSSR-a održanom 17. ožujka 1991. godine, kojeg su bojkotirale baltičke republike, Azerbajdžan, Gruzija i Moldavija, većina građana ostalih republika izrazila je želju za ostankom u reformiranom SSSR-u. Tijekom pregovora osam od devet republika (izuzev Ukrajine) pod određenim je uvjetima prihvatilo ugovor o novoj zajednici. Taj ugovor, pod Gorbačovljevom politikom, trebao je pretvoriti SSSR u federaciju nezavisnih republika sa zajedničkim predsjednikom, vojskom i vanjskom politikom. Rusija, Kazahstan i Uzbekistan trebali su potpisati ugovor u Moskvi 20. kolovoza 1991. godine. U iščekivanju neizvjesne situacije s potpisivanjem ovog ugovora, predsjednik Gorbačov je 4. kolovoza otišao u svoju vikendicu u Forosu na Krimu. Planirao se vratiti u Moskvu na potpisivanje ugovora o novoj zajednici 20. kolovoza.

## Priprema puča
Protiv Gorbačovljeve službene politike, direktor KGB-a Vladimir Krjučkov još je 11. prosinca 1990. pozvao na uspostavljanje reda na moskovskoj Centralnoj televiziji. Istog dana pozvao je i dvojicu časnika KGB-a da naprave plan o mjerama koje se mogu poduzeti u slučaju proglašenja izvanrednog stanja u SSSR-a. Kasnije su u urotu uključeni i sovjetski ministar obrane Dmitrij Jazov, ministar unutarnjih poslova Boris Pugo, premijer Valentin Pavlov, potpredsjednik Genadij Janajev, zamjenik predsjednika Vijeća obrane Oleg Baklanov, šef Gorbačovljevog sekretarijata Valeriij Boldin i sekretar Centralnog komiteta KPSS-a Oleg Šenjin.
Pučisti su se nadali da bi mogli izvršiti pritisak na Gorbačova da proglasi izvanredno stanje u cilju uspostavljanja reda i zakona. U tvrdolinijaškom glasniku „Sovjetska Rusija“ se 23. srpnja 1991. pojavio tekst „Riječ narodu“ usmjeren protiv Perestrojke koji su potpisali visokopozicionirani dužnosnici SSSR-a.
Šest dana kasnije, Gorbačov, ruski predsjednik Boris Jeljcin i kazahstanski predsjednik Nursultan Nazarbajev razgovarali su o mogućnosti da zamijene tvrdolinijaše kao što su Pavlov, Jazov, Krjučkov i Pugo liberalnijim osobama. S obzirom na to da je Gorbačov kao Subjekt 110 tada već mjesecima bio pod strogim mjerama nadzora KGB-a, Krjučkov je ubrzo saznao za navedeni razgovor.

### Izolacija Gorbačova
Urotnici su se 17. kolovoza sastali u prostorijama KGB-a u Moskvi i proučili sporazum. Vjerovali su da reformiranje Sovjetskog Saveza vodi ka njegovom raspadu i odlučili su da je vrijeme za akciju. Sljedećeg dana, Baklanov, Boldin, Šenjin i zamjenik ministra odbrane Sovjetskog Saveza general Valentin Varenjikov posjetili su Gorbačova u njegovoj rezidenciji na Krimu sa zahtjevom da ili sam proglasi izvanredno stanje ili da odstupi s dužnosti i mjesto ustupi Janajevu. Međutim, Gorbačov je čvrsto podržavao ugovor o novoj zajednici i odbio je postavljeni ultimatum. Gorbačovu je stoga zapovjeđeno da ostane u svojoj vikendici na Krimu, pri čemu su mu sve komunikacijske linije (pod kontrolom KGB-a) odmah prekinute. Dodatna straža KGB-a raspoređena je oko vikendice koju nitko nije smio napustiti.
Zapovjeđeno je da se iz tvornice u Pskovu u Moskvu dostavi 250.000 policijskih lisica i 300.000 formulara za uhićenje. Krjučkov je udvostručio plaće osoblju KGB-a, pozvao ih s odmora i stavio u stanje pripravnosti. Zatvor Lefortovo je ispražnjen da bi se napravilo mjesta za eventualne uhićenike.

## Kolovoški puč
Pučisti su održali sastanak u Kremlju nakon što su se Baklanov, Boldin, Šenjin i Varenjikov vratili s Krima. Janajev, Pavlov i Baklanov potpisali su „Deklaraciju o sovjetskom vodstvu“ u kojoj su proglasili izvanredno stanje na teritoriju čitavog SSSR-a i objavili da je osnovan Državni komitet za izvanredne situacije radi efikasnog upravljanja zemljom tijekom izvanrednog stanja. Komitet su činili:
- Genadij Janajev
- Valentin Pavlov
- Vladimir Krjučkov
- Dmitrij Jazov
- Boris Pugo
- Oleg Baklanov
- Vasilij Starodubcev, predsjednik Unije seljaka Sovjetskog Saveza
- Aleksadnar Tizjakov, predsjednik Udruženja državnih poduzeća i industrijskih, prometnih i komunikacijskih konglomerata

Janajev je potpisao dekret kojim je sebe proglasio za predsjednika SSSR-a zbog Gorbačovljeve bolesti, kako je glasio izgovor. Ovaj osmočlani kolektiv nazvan je „Bandom osmorice“. Komitet je zabranio sav tisak osim partijskih novina uz poziv za „obnovu dostojanstva sovjetskog čovjeka“.

### 19. kolovoza
Odluke Komiteta emitirane na državnom radiju i televiziji počevši od 07:00 sati. Radio Rusija i Televidenije Rusija, pod kontrolom Ruske SFSR i Eho Moskva, jedina neovisna radio postaja, odstranjene su iz etera. Oklopne jedinice Tamanske divizije i Kantemirovska tenkovska divizija ušle su u Moskvu praćene padobrancima. Četiri zastupnika Kongresa narodnih deputata Ruske SFSR (koji su smatrani najopasnijima) KGB je zadržao u vojnoj bazi u blizini Moskve. Pučisti su namjeravali uhititi predsjednika Rusije Borisa Jeljcina prilikom njegovog povratka iz Kazahstana ili dok bude u svojoj vikendici u blizini Moskve, ali iz nepoznatog razloga to nisu uradili. Ostavljanje Jeljcina na slobodi ispostavit će se ključnim za propast njihovih planova.

Jeljcin je stigao u Bijeli dom (zgradu ruskog parlamenta) 19. kolovoza u 9 sati ujutro. Malo kasnije popeo se na jedan od oklopnih transportera te je okupljenom narodu održao govor u kojem je rekao sljedeće: 
Građanstvu Rusije!
U noći s 18. na 19. kolovoza 1991. zakonito izabrani predsjednik države [Gorbačov] je svrgnut. Unatoč navedenim razlozima za njegovo svrgavanje, riječ je o: desničarskom, reakcionarnom i protuustavnom državnom udaru. [...] Smatramo da su takve nasilne metode neprihvatljive. One diskreditiraju Savez u očima svijeta, umanjuju naš prestiž u međunarodnoj zajednici, vraćaju nas u doba hladnog rata, te u izolaciju SSSR-a u međunarodnoj zajednici.
Zbog svega ovoga prisiljeni smo proglasiti preuzimanje vlasti takozvanoga "Komiteta" nezakonitim. U skladu s tim, proglašavamo sve odluke i smjernice komiteta nezakonitima. [...] Pozivamo građanstvo Rusije da pruži snažan otpor pučistima i traži povratak države unutar normalnih ustavnih okvira. [...] Također pozivamo sve pripadnike vojske da pokažu uzvišenu građansku svijest i odbiju sudjelovati u reakcionarnom državnom udaru. Dok ovi uvjeti ne budu ostvareni, pozivamo na opći i neograničeni štrajk!
Zajedno s visokim dužnosnicima Ruske federalne jedinice proglasio je puč neustavnim, zahtijevao je od vojske da ne sudjeluje u puču, proglasio je generalni štrajk i zahtijevao da se Gorbačov obrati narodu. Deklaracija je distribuirana širom Moskve u formi letka.
Građani Moskve su se poslijepodne počeli okupljati oko Bijelog doma i postavljati barikade. Kao odgovor na to Janajev je proglasio izvanredno stanje u Moskvi s početkom u 16:00 sati. Janajev se obratio javnosti u 17:00 sati s tvrdnjom da je Gorbačov na „odmoru“. U međuvremenu bojnik Evdokimov, načelnik štaba tenkovskog bataljuna Tamanske divizije koja je čuvala Bijeli dom, objavio je lojalnost vodstvu Ruske SFSR. Jeljcin se popeo na jedan od njihovih tenkova i obratio se okupljenim građanima. Neočekivano, ovaj događaj se pojavio u državnim medijima tijekom večernjih vijesti.

### 20. kolovoza
U podne zapovjednik Moskovskog vojnog okruga, general Kalinjin, kojeg je Janajev proglasio za vojnog zapovjednika Moskve, proglasio je u Moskvi policijski sat od 23:00 do 5:00 sati. Ovo je shvaćeno i kao znak da je napad na Bijeli dom neizbježan. Branitelji Bijelog doma, iako većinom nenaoružani, pripremili su se za obranu. Evdokimovljevi tenkovi su se predvečer odmaknuli od Bijelog doma. Krizni stožer za obranu Bijelog doma predvodio je general Konstantin Kobec, zastupnik u parlamentu Ruske SFSR.
Krjučkov, Jazov i Pugo su 20. kolovoza poslijepodne donijeli su konačnu odluku o napadu na Bijeli dom. Ovu odluku su podržali i drugi članovi Komiteta. Krjučkovljevi i Jazovljevi zamjenici, general KGB-a Agejev i general armije Ačalov, planirali su napad pod imenom „Operacija Grom“, u kojem su trebali sudjelovati dijelovi Alfa grupe i Vimpel grupe, uz podršku padobranaca, moskovskog OMON-a, unutarnje jedinice divizije Dzeržinski, tri tenkovske satnije i eskadrila helikoptera. Zapovjednik Alfa grupe, general Viktor Karpuhin i drugi viši časnici grupe zajedno sa zamjenikom zapovjednika zrakoplovnih jedinica generalom Aleksandrom Lebedom prišli su demonstrantima pored Bijelog doma da bi procijenili mogućnost provođenja takve operacije. Poslije toga Karpuhin i zapovjednik Vimpela pukovnik Beskov pokušali su uvjeriti Agejeva da bi eventualna operacija dovela do krvoprolića i da bi je stoga trebalo otkazati. Lebed se uz suglasnost svog prvonadređenog, generala Pavela Gračeva, vratio u Bijeli dom i tajno informirao tamošnje rukovodstvo da napad počinje u 2:00.

### 21. kolovoza
Oko 1:00, nedaleko od Bijelog doma, trolejbusi i komunalna vozila iskorištena su kao barikade u tunelu protiv dolazećih borbenih vozila Tamanske divizije. Tri osobe su ubijene tijekom incidenta, a nekoliko ih je ranjeno. Dvije žrtve pokušale su prekriti periskope jednog od oklopnih vozila. Demonstranti su kasnije zapalili jedno oklopno vozilo, ali nijedan vojnik nije stradao. S druge strane Alfa grupa i Vimpel nisu ušle u Bijeli dom kako je bilo planirano i Jazov je naredio trupama da se povuku iz Moskve.
Trupe su s povlačenjem iz Moskve počele u 8 sati ujutro. Članovi Komiteta sastali su se u Ministarstvu obrane i neznajući što dalje te su odlučili poslati Krjučkova, Jazova i još nekoliko visokih činovnika na Krim, gdje se Gorbačov odbio sastati s njima. Pošto su komunikacijske linije između Gorbačovljeve vikendice i Moskve obnovljene, Gorbačov je sve odluke Komiteta proglasio nevažećima, a sve članove razriješio njihovih dužnosti. Ured državnog tužitelja SSSR-a počeo je s istragom puča.

## Posljedice
Gorbačov i delegacija Komiteta doletjeli su u Moskvu, a Krjučkov, Jazov i Tizijakov su uhićeni u ranim jutarnjim satima 22. kolovoza. Pugo je također uhićen. Sljedećeg dana izvršio je samoubojstvo zajedno sa svojom suprugom. Ostali članovi Komiteta zadržani su u dvodnevnom pritvoru. Iako nije direktno sudjelovao u puču, nakon neuspjeha puča samoubojstvo je izvršio i bivši načelnik generalštaba Sovjetskih oružanih snaga maršal Sergej Ahromejev.
Kako je nekoliko šefova regionalnih izvršnih komiteta podržalo zavjerenike, Vrhovni sovjet Ruske SFSR donio je odluku br. 1626-1, kojom je ovlastio predsjednika Rusije Borisa Jeljcina da postavlja šefove lokalnih administracija, iako po Ustavu Rusije nije imao takva ovlaštenja. Jeljcin je još donio i odluku o vraćanju zastave iz vremena Ruskog Carstva kao zastave Ruske Federacije.
Gorbačov je 24. kolovoza podnio ostavku na mjesto generalnog sekretara KPSS-a. Vladimir Ivaško ga je zamijenio kao vršitelj dužnosti generalnog sekretara, ali je i on podnio ostavku 29. kolovoza. Otprilike u isto vrijeme, Jeljcin je zapovjedio premještaj arhiva KPSS-a u državni arhiv, kao i nacionalizaciju sve imovine KPSS-a u Rusiji (što je pored sjedišta partijskih komiteta obuhvaćalo i obrazovne ustanove, hotele, i sl.). Jeljcin je proglasio privremenu zabranu svih aktivnosti KPSS-a na teritoriju Rusije, što je de facto označilo kraj KPSS-a.
Kip Feliksa Dzeržinskog ispred zgrade KGB-a na Trgu Feliksa Dzeržinskog (Lubjanka) je rastavljen 24. kolovoza, dok je na tisuće Moskovljana nazočilo pokopu stradalih Komara, Usova i Kričevskog, koje je Gorbačov postumno proglasio Herojima Sovjetskog Saveza.
Istog dana Vrhovna rada je usvojila Deklaraciju o neovisnosti Ukrajine i raspisala referendum na kojem će se potvrditi ta deklaracija. Vrhovni sovjet Moldavije je 27. kolovoza proglasio neovisnost Moldavije od Sovjetskog Saveza. Vrhovni sovjeti Azerbajdžana i Kirgistana su to napravili 30. i 31. kolovoza.
Članovi Komiteta i njihovi sudionici optuženi su za izdaju u vidu urote s ciljem preuzimanja vlasti. Međutim, krajem 1992. svi su pušteni iz pritvora do početka suđenja. Suđenje u Vojnom odsjeku Vrhovnog Suda Rusije počelo je 14. travnja 1993. godine. Državna Duma je 23. veljače 1994. godine proglasila amnestiju za sve članove Komiteta i njihove sudionike, uključujući tu i sudionike kriznih događanja iz 1993. Svi su prihvatili amnestiju, osim generala Varenjikova, koji je zahtijevao nastavak suđenja koje je konačno završeno 11. kolovoza 1994. oslobađajućom presudom.

## Vanjske poveznice
|  | Zajednički poslužitelj ima još gradiva o temi Kolovoški puč |